# Thomas Giles
Tommy Giles Rogers, Jr. (Morganton, 24 dicembre 1980) è un cantautore, tastierista e polistrumentista statunitense, noto per essere il frontman nonché membro fondatore dei Between the Buried and Me.
Giles è noto per la sua tecnica vocale, essendo capace di passare da un cantato melodico, falsetto incluso, alla voce death, alternando growl e scream.

## Discografia

### Da solista
Album in studio
- 2005 – Giles
- 2011 – Pulse
- 2012 – Jacob Rogers (con Jacob Troth)
- 2014 – Modern Noise
- 2016 – Velcro Kid
- 2018 – Don't Touch the Outside

Colonne sonore
- 2015 – Dutch Book

EP
- 2020 – Feel Better
- 2021 - Feel Nothing

### Con i From Here On
- 1999 – Hope for a Bleeding Sky

### Con i Between the Buried and Me
- 2002 – Between the Buried and Me
- 2003 – The Silent Circus
- 2005 – Alaska
- 2007 – Colors
- 2009 – The Great Misdirect
- 2012 – The Parallax II: Future Sequence
- 2015 – Coma Ecliptic
- 2018 – Automata I
- 2018 – Automata II
- 2021 – Colors II

### Con i Prayer for Cleansing
- 2004 – The Tragedy

### Collaborazioni
- 2009 – August Burns Red - Constellations
- 2011 – The Devin Townsend Project - Deconstruction
- 2011 – Intensus - Intensus
- 2011 – Johnny Booth - Connections
- 2013 – The Safety Fire - Mouth of Swords
- 2015 – Abnormal Thought Patterns - Altered States of Consciousness
- 2017 – Ayreon - The Source